# Cầu diệp chân to
Cầu diệp chân to (danh pháp hai phần: Bulbophyllum macrocoleum) là một loài phong lan thuộc chi Bulbophyllum. Loài này phân bố ở Thái Lan và Việt Nam.